# 數位治理
數位治理（英語：e-governance），或電子化治理，是通過資訊科技提供公共服務、資訊交換、通訊交易等，以及整合政府與公民（G2C）、政府與企業（G2B）、政府與政府（G2G）、政府與員工（G2E）的後勤辦公室系統。 通過數位治理，公民能獲得更有效率的政府服務。
治理概念中可以區分的三個主要目標群體是政府、公民和企業/利益群體。

### 腳註
1. ↑  Saugata, B., and Masud, R.R. (2007). Implementing E-Governance Using OECD Model(Modified) and Gartner Model (Modified) Upon Agriculture of Bangladesh. IEEE. 1-4244-1551-9/07.

### 文獻
- 雨蒼. . 想想論壇.   [2023-02-02]. （原始内容存档于2023-02-09） （中文（繁體））.

## 延伸閱讀
- Turban, Efraim; David King; Dennis Viehland; Jae Lee. . Prentice Hall. 2006: 335. ISBN 0-13-197667-2.
- Messaging Sub-Systems in the UK Government - an overview of G2G systems at use in the UK (author: Wayne Horkan)

## 外部連結
- . www.tech.gov.sg.   [2023-02-02]. （原始内容存档于2023-03-18） （英语）.：新加坡的數位政府藍圖
- . digi.nstc.gov.tw. 行政院智慧國家推動小組.   [2023-02-02]. （原始内容存档于2023-02-02） （中文（臺灣））.：智慧國家方案
- G2B portal of the Government of Perm Region, Russia, official website
- News on eGovernance （页面存档备份，存于） , India：亞洲以數位治理為主題的雜誌